# Цар скорпіонів
«Цар скорпіонів» (англ. The Scorpion King) — американський пригодницький фільм 2002 року, спіноф фільму «Мумія повертається». У головній ролі знявся реслер Двейн Джонсон. Фільм отримав серію продовжень.
Сюжет розповідає історію одного з персонажів «Мумія повертається», Царя скорпіонів, чия історія розпочалася в додинастичному Єгипті. Майбутній Цар скорпіонів, найманець Метаес, отримує завдання вбити провидицю, що забезпечує цареві-тирану Мемнону перемоги. Зустрівши її особисто, Метаес вирішує помилувати дівчину та перемогти царя в інший спосіб.  

## Сюжет
У додинастичному Єгипті, населеному окремими племенами, швидко здобуває владу тиран Мемнон. Його провидиця передбачає перебіг кожної битви, що забезпечує перемоги. Метаес, найманець-аккадець, отримує завдання убити провидицю. Він продерається до табору Мемнона (дорогою проігнорувавши прохання зв'язаного конокрада про порятунок) та залазить до шатра провидиці. На його подив, провидицею виявилась прекрасна чарівниця Кассандра. Солдати Мемнона оточують Метаеса та прив'язують до стовпа. Мемнон потім убиває брата Метаеса прямо перед ним. Утім, коли Мемнон намірюється вбити Метаеса, Кассандра застерігає, що вбивство Метаеса від будь-якої руки під керівництвом царя накличе ненависть богів. Мемнон вигадує, як убити Метаеса в обхід передбачення — закопати його на пекучому сонці у пісок та випустити на нього величезних мурах. Метаеса лишають у пустелі разом з конокрадом Арпідом. Але конокрад звільняється та знищує мурах підпаленим спиртом.
Обом вдається потрапити назад до Гоморри, столиці Мемнона. Там Метаеса обкрадає хлопчик, якого він потім ловить і за його допомоги проникає в палац царя. Метаес знайомиться з винахідником Філосом, якого цар утримує силоміць. Метаесу не вдається вбити Мемнона, той хапає випущену стрілу голими руками. Хлопчика схоплюють і готуються відрубати йому руку. Метаес рятує злодюжку, а потім тікає з палацу за допомогою катапульти Філоса. Він опиняється в гаремі, де жінки викрадають його зброю та кличуть охоронців. Метаес тікає, сховавшись за великим гонгом, і потрапляє в покої Кассандри. Тоді він викрадає провидицю та виводить її з міста, в околицях якого знову зустрічає Арпіда.
Мемнон відряджає одного зі своїх найбільш довірених воєначальників Торака вбити аккадця й повернути провидицю. Метаес планує скористатися нею, щоб виманити царя зі столиці та вбити. Користуючись піщаною бурею, Метаес по одному перебиває увесь загін Торака, але воєначальник перед смертю простромлює його ногу стрілою, змащеною отрутою скорпіона. Метаес непритомніє від отрути, але його рятує чаклунство Кассандри, яка вважає, що Метаес може звільнити народ від тиранії Мемнона. У найближчій оазі їх схоплюють повстанці, якими командує Балтазар, вождь нубійців.
Розлючений діями Метаеса, Балтазар починає з ним двобій. Після короткої сутички обидва воїни зрештою миряться та погоджуються разом піти проти Мемнона. Під час святкування у таборі Кассандра отримує видіння про те, що Мемнон знищує табір та вбиває Метаеса. Після бурхливої ночі з Метаесом Кассандра повертається до Мемнона, хоч той і почав підозрювати, що вона втратила свій дар (за легендою, провидиці з родини Кассандри мали дар передбачення лише до того моменту, поки не втратять цноту, але у подальшому виявилось, що легенда — лише вигадка чарівниць, щоб уберегти себе від зазіхань царя). Цар влаштовує їй випробування: визначити в якому з глеків немає отруйних змій. Кассандра відволікає Мемнона, даючи Метаесу нагоду напасти згори. Тим часом Балтазар і повстанці пройшли до Гоморри й почали битися з армією Мемнона. Філос за допомоги Арпіда розсипає порох, вибух якого підпалює палац.
Кассандра зауважує, що один зі слуг Мемнона націлився в Метаеса, як вона й передбачила. Вона намагається закрити собою Метаеса, але той сам прикриває її. Стріла застрягає в його спині, та Мемнон висмикує її та стріляє нею в Мемнона, який падає у вогонь. Військо Мемнона скорилось перед Метаесом, новим царем. Кассандра стає його царицею та передбачає тривалий термін миру в його царстві.

## У ролях
| Актор              | Роль                    |
| ------------------ | ----------------------- |
| Двейн Джонсон      | Метаес, Цар скорпіонів  |
| Роджер Ріс         | цар Ферон               |
| Стівен Бренд       | цар Мемнон              |
| Майкл Кларк Дункан | вождь нубійців Балтазар |
| Келлі Ху           | провидиця Кассандра     |
| Бернард Гілл       | винахідник Філос        |
| Грант Хеслов       | конокрад Арпід          |
| Ральф Меллер       | воєначальник Торак      |
| Бранскомб Річмонд  | Джесап                  |
| Шеррі Говард       | принцеса Ісіда          |
| Пітер Фачінеллі    | Такмет                  |

## Саундтрек
1. «I Stand Alone» — Godsmack
2. «Set It Off (Tweaker Remix)» — P.O.D.
3. «Break You» — Drowning Pool
4. «Streamline» — System of a Down
5. «To Whom It May Concern» — Creed
6. «Yanking Out My Heart» — Nickelback
7. «Losing My Grip» — Hoobastank
8. «Only the Strong» — Flaw
9. «Iron Head» — Rob Zombie feat. Ozzy Osbourne
10. «My Life» — 12 Stones
11. «Along the Way» — Mushroomhead
12. «Breathless» — Lifer
13. «Corrected» — Sevendust
14. «Burn It Black» — Injected
15. «27» — Breaking Point
16. «Glow» — Coal Chamber

## Сприйняття
«Цар скорпіонів» отримав 41 % схвальних відгуків на Rotten Tomatoes із середньою оцінкою 4,9/10. Консенсус критиків сайту стверджує: «Пригодницький бойовик не може бути симпатичнішим, ніж „Цар скорпіонів“». На Metacritic середня оцінка складає 45 зі 100.
Нелл Міноу на сайті Common Sense Media писала: «Цей бойовик не претендує на дотепність і чарівність фільмів про мумію… Але він працює досить добре». В ньому є зображення насильства, смертей і сексуальна тематика, проте все це не дуже різке і завдяки грі Джвейна Джонсона та легкій комп'ютерній графіці «Цар скорпіонів» привабливий.
Роджер Еберт описав фільм як «не вельми розумний», але за його словами, для «авдиторії, що шукає трохи сміху, бойових мистецтв і іншого, що справді підриває, це буде саме те, що вони очікували». Як зазначив критик, зв'язок між персонажем «Мумія повертається» та Метаесом практично відсутній і в фільмі неодноразово помітні нелогічні діалоги. Проте він похвалив захопливий розвиток сюжету й гарну роботу з комп'ютерною графікою, що дозволила вкласти грубість додинастичного Єгипту в рейтинг PG-13.